# Im Himmel ist die Hölle los (Film)
Im Himmel ist die Hölle los (auch Hullygully in Käseburg)  ist eine deutsche satirische Filmkomödie von Helmer von Lützelburg aus dem Jahr 1984. Der Film erhielt 1986 den Sonderpreis des Max-Ophüls-Festivals.

## Handlung
Käseburg im Jahr 1988. Der beliebte Showmaster Willi Wunder ist mit seinem Team für eine Live-Show im Hotel „Himmel“ abgestiegen. Sein größter Fan ist Mimi Schrillmann, die davon träumt, seine Assistentin sein zu dürfen. Ihre Mutter Erika, eine ehemalige Eiskunstläuferin, die inzwischen aber als Klofrau ihr Dasein fristet, will Mimi stattdessen zur Eisprinzessin machen.
Nach dem tödlichen Sturz von Wunders Assistentin Beate vom Dach des Hotels „Himmel“, verursacht durch Manager Raffo, wird fieberhaft nach einem Ersatz gesucht. Mimis Nachbarin Frau Sommer will unbedingt ihre Tochter Elke durchsetzen und beseitigt alle möglichen Konkurrentinnen. Als Elke nach einem Unfall aber ausfällt, verschafft sie sich selbst einen Platz in der Show – wenn auch nur als Kandidatin eines Quizspiels.
Mimis Chancen scheinen gleich null zu sein, denn sie hat ein zusätzliches Handicap: Seit Willi Wunder als Baby seine Schwester mit einer Schere enthauptete, ist er in Bezug auf Mädchen mit „dicken Zöpfen“ traumatisiert. Und Mimi hat blonde Zöpfe, kann ihren Willi jedoch letztlich kurieren und steht am Ende tatsächlich mit ihm auf der Bühne.

## Hintergrund
Im Himmel ist die Hölle los startete am 31. Oktober 1984 in den deutschen Kinos und lief am 6. Februar 1989 erstmals im deutschen Fernsehen.

## Kritiken
„Gemeinsam mit Markus Klug, der auch die Musik geschrieben hat, bastelte der Regisseur eine haarsträubende Kitschgeschichte zusammen, die er so schrill und deftig, so plusternd und voller Lebenslust intoniert, dass man, wenn man derlei blühenden Blödsinn mag, seine helle Freude hat.“

„Als Satire auf Zukunftsfernsehen, Konsumverhalten und spießbürgerliche Vorstellungen gedacht, erinnern jedoch einfältige Liedchen und Albernheiten lediglich an deutsche Schlagerfilme der 50er Jahre.“